# تاج قشتالة
تاج قشتالة كيان تاريخي بدأ من اتحاد نهائي وحاسم للفريقين مملكة ليون ومملكة قشتالة في 1230، أو في الواقع من اتحاد البرلمان في وقت لاحق خلال بضعة عقود. في 1230 توج فرديناند الثالث ملك قشتالة وليون والتي تضمنت الممالك القديمة من جليقية وأشتورية.
بعد أن ظلت الدولة الإسلامية في الأندلس بضعاً من الزمن متماسكة موحدة، بدأت تقام ممالك مسيحية في شمال إسبانيا مثل ممالك «قشتالة» و«أراجون» و«مملكة ليون» و«الباسك» قامت دولة بني ذو النون في «طليطلة» وبدأ صراع مع ملك «سرقسطة» ابن هود ولجأ الطرفان إلى طلب المساعدة من ملوك إسبانيا المسيحيين وكان هؤلاء يساعدون المسلمين على بعض مقابل الحصول علي مال أو قلاع أو أراضي أو مدن واستمر نزاعهما من 1043 إلى 1046 وبعد فترة صراعات بين البيت القشتالي انتهى بوحدة مملكتي قشتالة وليون تحت صولجان «الملك ألفونسو السادس»

## الاستيلاء على طليطلة
بعد أن استتب الأمر للملك ألفونسو السادس ملك قشتالة فرض الحصار علي «طليطلة» في 1084 ولم يقم أحد من المسلمين بمساعدة إخوانهم في طليطلة إلا المتوكل ابن الأفطس الذي أرسل جيشاً كبيراً لنجدة طليطلة، لكنه تعرض لهزيمة ساحقة من الجيش المسيحي، واستمر الحصار 9 شهور إلا أن استبد الجوع بالناس ولم تفلح محاولات المسلمين الوصول لتسوية، فلم يرض ألفونسو سوي بتسليم المدينة كاملة، وفعلاً تم ذلك في25 أيار (مايو) 1085 وتوجه إلى المسجد الكبير الذي حوله إلى كاتدرائية وصلى فيه قداس الشكر وصارت العاصمة لمملكة قشتالة المسيحية ومنح المسلمون كافة الحرية لمغادرة المدينة أو البقاء فيها وحرية التصرف بأملاكهم.[بحاجة لمصدر]

## معركة الأرك
بعد هزيمة «ألفونسو الثامن ملك قشتالة» ملك كاستيا وليون في معركة الأرك عقد هدنة المسلمين سنة 1198م، غير أن تلك الهزيمة كانت تقض مضجعه، وتثير في نفسه نوازع الانتقام؛ فانتهز فرصة الهدنة في تحصين قلاع بلاده الواقعة على الحدود، ونبذ الفُرقة والخصام مع خصومه، حتى إذا وجد في نفسه القوة نقض المعاهدة، وأغار على بلاد المسلمين. فاستنفر سلطان الموحدين الناصر «محمد بن يعقوب» الذي خلف والده المنصور المسلمين للغزو والجهاد، وعبر البحر إلى الأندلس في (19 من ذي القعدة 607هـ= 4 من مايو 1211م) ووصل إلى إشبيلية، وأقام بها لإعداد جيشه وتنظيم قوته، ثم تحرك في مطلع سنة (608 هـ= 1211 م) صوب مملكة قشتالة، واستولى على قلعة «شلطبرة» إحدى قلاع مملكة قشتالة بعد حصار دام ثمانية أشهر، ثم عاد بجيشه إلى إشبيلية بعد دخول فصل الشتاء رغبة منه في إراحة جيشه.
ترك ألفونسو الثامن ملك قشتالة قلعة شلطبرة تقع في قبضة المسلمين دون أن يتحرك لنجدتها وإنقاذها، وصرف همه إلى استنفار أوروبا كلها ضد المسلمين في الأندلس، وبعث الأساقفة إلى البابا «أنوسنت الثالث» بروما يناشده إعلان حملات صليبية في أوروبا، وحث أهلها وشعوبها على السير إلى إسبانيا لقتال المسلمين، وعقد مؤتمرًا لتوحيد جهود الإمارات المسيحية في أسبانيا لقتال الموحدين، وأطلق صيحته المشهورة: «كلنا صليبيون»، فتوافدت على طليطلة جموع النصارى المتطوعين من كافة أنحاء المدن الأسبانية، يقودهم القساوسة والأساقفة.
وقد أثمرت جهود «ألفونسو الثامن» في استنفار أوروبا كلها ضد المسلمين، حيث أنذرهم البابا بتوقيع عقوبة الحرمان الكنسي على كل ملك أو أمير يتأخر عن مساعدة ملك قشتالة، كما أعلن الحرب الصليبية، وتوافدت جحافل الصليبيين من كل أنحاء أوروبا استجابة لدعوة البابا، واجتمع منهم نحو سبعين ألف مقاتل، حتى إن طليطلة لم تتسع لهذه الجموع الجرارة، فأقام معظمهم خارج المدينة.
تحركت هذه الجيوش الجرارة التي تجاوزت مائة ألف مقاتل تحت قيادة «ألفونسو الثامن» من مدينة طليطلة في (17 من المحرم سنة 609هـ = 2 من يونيو 1212م)، فاخترقت حدود الأندلس، وضربت حصارًا حول قلعة رباح، وكانت حاميتها صغيرة نحو سبعين فارسًا، دافعوا عن موقعهم بكل شجاعة وبسالة، واستنجد قائد الحامية أبو الحجاج يوسف بن قادس بالخليفة الناصر الموحدي، لكن رسائله لم تكن تصل إلى الخليفة؛ فلما طال الحصار، ورأى «ابن قادس» استحالة المقاومة مع فناء الأقوات وقلة السلاح، ويئس من انتظار وصول المدد، صالح ألفونسو على تسليم الحصن له، على أن يخرج المسلمون آمنين على أنفسهم، واستمر زحف القوات الصليبية؛ فاستولت على حصن الأرك وبعض الحصون الأخرى.
ولما علم الناصر بخروج الجيوش المسيحية المجتمعة خرج للقائهم، واستنفر الناس من أقاصي البلاد، فاجتمعت إليه جيوش كثيفة من القبائل المغربية والمتطوعة وجند الموحدين النظاميين، وجند الأندلس، وتألف من تلك الجموع الجرارة جيش عظيم بلغ نحو ثلاثمائة ألف مقاتل، وكان ممن وفد عليه بإشبيلية أبو الحجاج يوسف بن قادس قائد حامية رباح، فأمر الناصر بقتله دون أن يسمع حجته أو يحاط علمًا بملابسات التسليم، وأثار قتله غضب الكتائب الأندلسية على الخليفة الناصر الموحدي.
استعد كل من الطرفين للقاء، والتقيا في أحد الوديان بين جبال سير مورينا، وهضبة لينارس، بالقرب من بلدة «تولوسا»، ويطلق الأسبان على هذه الوديان اسم «نافاس»؛ ولذا عرفت الموقعة عندهم باسم «لاس نافاس دي تولوسا»، ويسمي المؤرخون المسلمون هذا الموضع بـ«العقاب»، نسبة إلى حصن أموي قائم بالقرب من المكان الذي دارت فيه المعركة.
وفي (15 من صفر 609 هـ= 17 من يوليو 1212م) نشبت المعركة بين الفريقين، وأقبلت مقدمة جموع الصليبيين الضخمة، فاجتاحوا الجند المتطوعة وكانوا في مقدمة الجيش، فأبادوهم عن آخرهم، وتمكنوا من الوصول إلى قلب الجيش الموحدي واشتبكوا معه، لكن القلب صمد لهذا الهجوم الجامح، ولاح النصر للمسلمين.
فلما رأى ذلك ملك قشتالة اندفع بقواته وقوات مملكتي ليون والبرتغال وكانت تمثل قلب الجيش الصليبي، واندفع وراءه ملكا «أرغون» و«نبرة» بقواتهما وكانا يمثلان جناحي الجيش، فأطبقا على الجيش الموحدي من كل جانب، فاضطربت صفوف الجيش، ولاذ الجند بالفرار؛ مما أربك أوضاع الجيش الذي استسلم للهزيمة القاسية. وفر الناصر من ساحة القتال مع مجموعة من رجاله، وخسر المسلمون الألوف من المجاهدين في الأندلس، وعددا كبيرا من خيرة العلماء والفقهاء والقضاء، واستولى النصارى على معسكر الموحدين بجميع محتوياته من العتاد والسلاح والخيام والبسط والأقمشة والدواب. ولا تزال بعض أعلام الموحدين وخيمهم في معركة العقاب محفوظة في إسبانيا.
وقد فجع الموحدون بهذه الهزيمة القاسية التي راح ضحيتها الألوف من زهرة جنود المسلمين؛ مما أضعف دولة الموحدين، وأفقدهم هيبتهم وقوتهم. وبعد وفاة الناصر سنة (610هـ = 1213م) بدأ الضعف يتسلل إلى الدولة، ويتطرق إليها الخلاف والفرقة؛ مما أضعف الأندلس، وشجع النصارى على تصفية ما بقي للمسلمين من أرض، واختزلت دولتهم في مملكة غرناطة في جنوب الأندلس.

## قرطبة
سقطت دولة المرابطين على يد حركة إسلامية أخرى هي حركة الموحدين، فصارت قرطبة وباقي الأندلس الإسلامية بأيديهم في منتصف القرن الثاني عشر. وقام الموحدون بإعادة عاصمة الأندلس إلى قرطبة، فاستعادت شيئاً من مكانتها السابقة. وفي هذه الفترة ظهر في قرطبة الفيلسوف المسلم ابن رشد، بالإضافة إلى العالم الديني اليهودي ابن ميمون، أشهر فلاسفة اليهودية في العصور الوسطى.
و لم يصمد الموحدون طويلاً بعد ذلك، فقد انهزموا هزيمة قاصمة في معركة العقاب («لوس ناباس دي تولوزا» بالإسبانية) عام 1212 م، فتهاوت بعد ذلك معظم المدن الإسلامية في الأندلس في أيدي مملكة قشتالة المسيحية، فسقطت قرطبة عام 1236 م على يد فرناندو الثالث بعد ما يزيد على خمسة قرون من الحكم الإسلامي للمدينة.
كانت قرطبة منذ سقوط الخلافة الأموية تعاني من الإهمال بعد أن فقدت مكانتها وبريقها؛ إذ انتقلت العاصمة إلى إشبيلية، وكان أهلها مشهورين بالثورة والتمرد ولكنهم ليسوا على قلب رجل واحد تجمعهم الثورة وتفرقهم الأطماع والأهواء، فتارة يبايعون ابن هود، وتارة ابن الأحمر، وتارة بلا قائد أو بيعة.
في أواخر ربيع الثاني سنة 633هـ، أرسل «فرناندو الثالث» سرية استطلاعية من الفرسان لاستكشاف تحصينات المدينة، واستعدادات أهلها الدفاعية، وبمعاونة أحد المسلمين الذين ارتدوا عن الإسلام، استطاعت هذه السرية أن تستولي على العديد من أبراج المدينة، وهرع أهل قرطبة لطردهم عنها ولكنهم استماتوا في القتال، وأرسلوا برسائل استغاثة لفرناندو الثالث، فجاءت إمدادات سريعة بقيادة أساقفة الكنائس القريبة من قرطبة، وجاء فرناندو بنفسه وحاصر المدينة بقواته. أخذ فرناندو الثالث في تشديد الحصار على المدينة، حتى أوشك أهلها على التسليم ولكنهم عادوا وقويت نفوسهم بعدما علم أن مؤن الجيش الصليبي على شوك النفاد، وشعر فرناندو أن لابن هود يدًا في الأمر، فاستغل العداء المستحكم بين ابن هود وابن الأحمر لصالح أغراضه، وأرسل لابن الأحمر يعرض عليه المحالفة والمعاهدة على ابن هود، ووافق ابن الأحمر.
انهارت معنويات أهل قرطبة عندما وصلتهم أخبار معاهدة فرناندو لابن الأحمر، واضطروا للموافقة على التسليم، ودخل فرناندو الثالث قرطبة يوم الأحد 29 يونيو سنة 1236 م 

## إشبيلية
في سنة 1248م حاصر فرديناند الثالث إشبيلية، واستولى عليها بعد حصار دام سنة وخمسة أشهر.

## الاستيلاء على غرناطة
اتحدت مملكة قشتالة وليون مع مملكة أراجون واستطاع الملك فيرناندو والملكة إيزابيلا، الاستيلاء على الممالك الإسلامية في الأندلس الواحدة تلو الأخرى إلى أن سقطت في أيديهم غرناطة آخر قواعد المسلمين سنة 1492.